# Louise Fraenkel-Hahn
Pour les articles homonymes, voir Fraenkel et Hahn.
Ludovica Leopoldine, dite Louise, Fraenkel née Hahn (née le 12 juillet 1878 à Hütteldorf, Vienne, et morte le 24 décembre 1939 à Paris) est une peintre autrichienne.

## Famille
Louise Hahn est une fille de Ludwig Benedikt Hahn (1844-1925), éditeur du magazine Politische Correspondenz et directeur du k.k. Telegraphen-Korrespondenz-Bureaus (1889-1901), et de sa femme Emma Blümel (1850-1940). Son père est à l'origine juif et converti au catholicisme en 1877, sa mère est catholique romaine. Leurs enfants comprennent également la mathématicienne et philosophe Olga Hahn-Neurath et le mathématicien Hans Hahn.
En 1903, Louise Hahn épouse le peintre allemand Walter Fraenkel (né en 1879, mort après le 4 mars 1943).

## Biographie
Louise Hahn étudie de 1897 à 1900 environ à l'École des arts appliqués de Vienne, où elle est l'élève de Karl Karger (de) en peinture. En 1900-1901, elle est élève de l'académie des femmes de l'association des artistes de Munich dans la classe de peinture de Heinrich Knirr pendant deux semestres d'hiver. En 1902, elle entreprend un voyage d'étude en Italie, en Grèce et en France. En 1907, elle séjourne de nouveau à Paris à des fins d'études.
Fraenkel-Hahn est cofondatrice et, de 1923 à 1938, la troisième présidente de l'Association des artistes féminines d'Autriche (VBKÖ). Elle est membre de l'Association centrale des artistes autrichiens et de la Société autrichienne Exlibris.
À partir de 1902, elle participe régulièrement à des expositions à Vienne, notamment celles du VBKÖ, du Hagenbund, de la Sécession viennoise et du Künstlerhaus. En 1936, elle montre des portraits de paysannes et de costumes traditionnels à l'exposition Heimat und Fremde du VBKÖ dans les salles du Hagenbund. En 1929, elle reçoit le Prix de la Ville de Vienne.
En 1935, Fraenkel-Hahn reprend ses études et s'inscrit à l'Académie des Beaux-Arts de Vienne, où elle travaille à la restauration avec Robert Eigenberger (de) et reste inscrite jusqu'au semestre d'hiver 1937-1938.
Après l'Anschluss, Fraenkel-Hahn et son mari se voient interdire de peindre. Son atelier est « aryanisé » par les nazis. Fin 1938, ils s'enfuient à Paris, où Louise Fraenkel-Hahn meurt l'année suivante. Walter Fraenkel, qui est juif, est déporté au camp de concentration de Majdanek en passant par les camps de Drancy et de Sobibor en 1943. Les circonstances exactes de sa mort ne sont pas connues.

## Œuvre

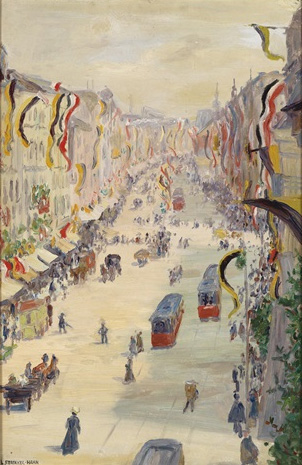
Mariahilferstraße dans des décorations festives

Louise Fraenkel-Hahn peint des portraits, des pièces florales, des scènes de genre, des paysages ainsi que des motifs religieux et, à partir de 1935, folkloriques. Elle préfère utiliser la technique de la détrempe, mais peint aussi à l'huile et à l'aquarelle. Après son séjour à Paris en 1907, l'influence des impressionnistes français se fait sentir dans ses œuvres aux couleurs de plus en plus vives et claires. Plus tard, ses tableaux deviennent plus précis dans la forme, et dans les années 1920, elle trouve un style résolument objectif avec une peinture lisse et précise et des contours nets et limités. Ses portraits sont sobres mais individualisés.
En plus de la peinture, Fraenkel-Hahn crée des gravures sur bois et des ex-libris en couleur.